# Michał Aleksandrowicz
Michał Aleksandrowicz (ur. 10 maja 1989) – polski koszykarz grający na pozycji rzucającego obrońcy, obecnie zawodnik Dzików Warszawa.

## Osiągnięcia
Drużynowe
- Awans do TBL (2017, 2019, 2023[1])

Indywidualne
- MVP finałów I ligi (2023)[2]